# Чемпионство WWE среди женщин
Чемпионство WWE среди женщин (англ. WWE Women's Championship) — женский чемпионский титул в реслинге, созданный и продвигаемый американским рестлинг-промоушном WWE на бренде SmackDown. Это один из двух женских одиночных титулов в основном ростере WWE, наряду с чемпионством мира среди женщин.
Чемпионство WWE среди женщин было представлено 3 апреля 2016 года на WrestleMania 32, заменив собой титул чемпиона WWE среди Див, и имеет уникальную историю титула, отдельную от оригинального женского чемпионства WWE и чемпионства среди Див. Шарлотт Флэр стала первой чемпионкой.
В результате драфта 2016 года титул стал эксклюзивным для Raw с последующим переименованием, а SmackDown создал чемпионство WWE SmackDown среди женщин. В результате драфта 2023 года женские титулы Raw и SmackDown поменялись брендами, данный титул вернулся к оригинальному названию 9 июня 2023 года.

## История
3 апреля 2016 года член Зала славы WWE Лита появилась на пре-шоу WrestleMania 32 и, подводя итоги истории женского профессионального реслинга в WWE, представила новый чемпионский титул и заявила, что женщины WWE будут упоминаться не как Дивы, а как «суперзвезды WWE», также как и мужчины.
Затем Лита объявила, что первой чемпионкой станет победительница матча «тройной угрозы» между Шарлотт, Сашей Бэнкс и Бекки Линч. Победу в матче одержала Шарлотт и первым обладателем данного титула.
Когда титул был введен, он имел оригинальное название — чемпионский титул среди женщин. Однако новый титул не считается наследником истории оригинального титула, который был объединен с чемпионством Див в 2010 году. WWE признает первоначальный чемпионат его предшественником и отмечает, что родословная женщин-чемпионок восходит к временам правления The Fabulous Moolah в 1956 году
Чемпионский титул WWE Raw среди женщин стал первым женским титулом, защищенным на PPV: Hell in a Cell в октябре 2016 года;
На мероприятии Шарлотта победила Сашу Бэнкс и стала трехкратной чемпионкой. Спустя два года, в октябре 2018 года, титул вновь оказался в матче главного события на PPV: Evolution, где Ронда Раузи отстояла титул в матче против Никки Беллы. Затем Раузи проиграла титул в матче тройной угрозы против чемпионки SmackDown среди женщин Шарлотты и Бекки Линч в главном матче на PPV: WrestleMania 35 в апреле 2019 года. В матче победила Бекки Линч выиграла. 10 мая 2020 года титул впервые в истории разыгрывался в матче с лестницами на PPV: Money In The Bank. Следующей ночью после PPV на RAW, Бекки Линч объявила, что оставляет титул вакантным из-за беременности, и объявила победительницу женского матча за кейс Аску, новой чемпионкой.

## Чемпионский пояс
Чемпионский титул WWE Raw среди женщин по внешнему виду похож на чемпионский пояс WWE (представленный в 2014 году) с некоторыми отличиями. Ремень белого цвета и значительно меньше, чем главный титул компании. Высеченный логотип WWE на центральной пластине находится на красном фоне, а не на чёрном. Золотые разделительные планки отделяют центральную пластину от двух боковых пластин ремня. Боковые пластины, которые стали отличительной чертой большинства чемпионских поясов WWE, имеют съемную центральную часть, на которую можно нанести логотип чемпиона. На боковых пластинах по умолчанию изображен логотип WWE.
По традиции, с осени 2014 года, WWE дарила индивидуальные чемпионские пояса WWE победителям как мужских, так и женских профессиональных видов спорта с боковыми пластинами, ознаменовывающими это достижение. Первый чемпионский титул WWE Raw среди женщин был вручён женской баскетбольной команде Сиэтл Шторм за победу в финале WNBA 2018. Чемпионский титул также был вручён женской национальной футбольной команде Соединенных Штатов за победу на ЧМ — 2019 по футболу среди женщин.
Переход на бренды
| Дата перехода     | Примечания |
| ----------------- | --- |
| 19 июля 2016 года | Обладательница чемпионского титула WWE Raw среди женщин Шарлотт перешла на Raw во время драфта WWE 2016 года. Титул был переименован в чемпионский титул WWE Raw среди женщин после введения чемпионского титула WWE SmackDown среди женщин. |

## Статистика
| Рекорд                             | Обладатель   | Значение | Примечания |
| ---------------------------------- | ------------ | -------- | --- |
| Наибольшее количество тайтл-рейнов | Шарлотт Флэр | 6 раз    | На сегодняшний день только Шарлотт Флэр была коронована 6 раз. |
| Самое длительное чемпионство       | Бекки Линч   | 373 дня  | Своим единственным чемпионством обладала дольше чем Шарлотт шестью и Саша Бэнкс пятью. |
| Самое короткое чемпионство         | Шарлотт Флэр | 1 день   | В активе у Шарлотт так же самое короткое чемпионство SmackDown. 2 дня как ошибочно показано в официальной статистике WWE. WWE ошибочно указывают 5 чемпионство Флэр в 2 дня. 19 июля 2021 года чемпионство у неё забрала Никки ЭШ, что отображено в официальной статистике WWE, в то же время WWE указывают, что Флэр потеряла чемпионство 20 июля 2021 года. Сочемпионства в это время не было. |
| Самый возрастной чемпион           | Аска         | 38 лет   | Аска победила Сашу Бэнкс на SummerSlam (2020), в матче реванше. У Аски ранее на SummerSlam (2020) был другой матч за Чемпионство WWE SmackDown среди женщин против Бэйли. |
| Самый молодой чемпион              | Саша Бэнкс   | 24 года  | Рея Рипли так же завоевало своё чемпионство в 24 года, но на один день позже чем в 2016 Бэнкс |
| Самый тяжёлый чемпион              | Ная Джакс    | 123 кг   | Защищала чемпионство на Money in the Bank (2018) против Ронда Раузи. В итоге в матч вмешалась Алекса Блисс, успешно реализовав свой контракт Money in the Bank |
| Самый лёгкий чемпион               | Алекса Блисс | 46 кг    | Блисс была трижды чемпионкой. Так же в активе самое долгое комбинированные чемпионства в 398 дней. |

## Действующий чемпион
На 22 марта 2025 года действующая чемпионка — Ная Джакс